# Pi Bootis
Pi Bootis (π Bootis / π Boo / 29 Bootis) es un sistema estelar de magnitud aparente +4,91 situado en la constelación de Bootes.
En chino recibe el nombre de Zuochetier 左攝提二 (Zuǒ shè tí èr). 
Se encuentra a 309 años luz del sistema solar.
En primera instancia, Pi Bootis es una binaria cuyas dos componentes se hallan visualmente separadas 5,5 segundos de arco.
El período orbital de esta binaria es de al menos 5000 años y la distancia real entre las dos estrellas es igual o superior a 500 UA.
La componente principal, denominada π1 Bootis (HD 129174 / HR 5475), es una estrella blanco-azulada de la secuencia principal de tipo espectral B9V.
Tiene una temperatura efectiva de 12.400 K y una luminosidad equivalente a 151 soles.
Su radio es 2,7 veces más grande que el radio solar y gira sobre sí misma con una velocidad de rotación proyectada de 24 km/s.
Dicha velocidad, baja para una estrella de sus características, propicia que su composición química sea anómala, estando clasificada como «estrella de mercurio-manganeso».
Así, su contenido relativo de mercurio es 350.000 veces más elevado que en el Sol.
Su masa es de 3,4 masas solares.
La componente secundaria, π2 Bootis (HD 129175 / HR 5476), es una estrella blanca de la secuencia principal de tipo A6V.
Con una temperatura estimada de 8.100 K, es 34 veces más luminosa que el Sol.
Tiene una masa 2,3 veces mayor que la masa solar y rota a una velocidad de al menos 140 km/s.
Completa el sistema una tercera estrella de magnitud 11.
Visualmente a poco más de dos minutos de arco del par π1-π2, su brillo corresponde a una enana de tipo G o K.
A su vez, la brillante estrella de tipo B9V puede ser una binaria espectroscópica; nada se sabe de este subsistema, ni siquiera el período orbital.